# Velké Žernoseky (stacja kolejowa)
Velké Žernoseky – stacja kolejowa w Velké Žernoseky, w kraju usteckim, w Czechach. Znajduje się na wysokości 155 m n.p.m.
Jest zarządzana przez Správę železnic. Na stacji istnieje możliwość zakupu biletów i rezerwacji miejsc.

## Linie kolejowe
- 072 Lysá nad Labem - Ústí nad Labem západ
- 087 Lovosice - Česká Lípa